# Charente (département)
Cet article concerne le département français. Pour le fleuve homonyme, voir Charente (fleuve).
La Charente (/ʃa.ʁɑ̃t/) est un département français situé dans le Sud-Ouest de la France, dans la moitié nord de la région Nouvelle-Aquitaine.
Traversé d'est en ouest par le cours supérieur et moyen de la Charente, il doit son nom au fleuve.
Le département de la Charente fait partie de l'académie de Poitiers et du ressort de la cour d'appel de Bordeaux.
L'Insee et La Poste lui attribuent le code 16. Sa préfecture est Angoulême.

## Géographie

### Les données de la géographie administrative
Le département appartient administrativement à la région Nouvelle-Aquitaine. Il est limitrophe, au nord, des départements des Deux-Sèvres et de la Vienne, à l'est, de celui de la Haute-Vienne, au sud-est et au sud de celui de la Dordogne et, enfin, à l'ouest de celui de la Charente-Maritime, département avec lequel il partage la plus grande longueur de ses limites administratives.
| Deux-Sèvres       | Vienne   |              |
| Charente-Maritime | Charente | Haute-Vienne |
|                   |          | Dordogne     |

### Géographie physique
La Charente appartient physiquement, géologiquement et climatiquement au Bassin aquitain dont elle constitue avec les départements voisins de la Charente-Maritime et de la Dordogne l'extrémité septentrionale.
C'est également un département de contact puisqu'il confine d'une part, au nord, avec le seuil du Poitou qui sépare le Bassin aquitain du Bassin parisien, et, à l'est, avec le Massif central que délimitent les premières marches du plateau du Limousin.
C'est d'ailleurs à l'extrémité orientale, en Charente limousine, que se trouve le point culminant du département avec le site de Montrollet qui atteint 368 mètres d'altitude. L'autre point culminant, situé sur une avancée du Limousin à l'est de La Rochefoucauld est le massif de l'Arbre, qui s'élève à 351 m.
| Angoulême Cognac Confolens Chalais Barbezieux-Saint-Hilaire Villebois-Lavalette La Couronne La Rochefoucauld Jarnac Rouillac Mansle Aigre Chasseneuil-sur-Bonnieure Chabanais Montbron Ruffec |

### Hydrographie
Les limites du département de la Charente coïncident avec celles du bassin supérieur et moyen du fleuve Charente, qui prend sa source à quelques kilomètres dans le département voisin de la Haute-Vienne.
De son lieu de source jusqu'à Mansle, la pente de la Charente est forte et les méandres sont de faible développement.
Au nord d'Angoulême, où la vallée prend le nom du Val d'Angoumois, puis en Saintonge, la pente de la Charente est faible et régulière et le fleuve paresse dans de très larges et nombreux méandres.
Les affluents de la Charente sont de plusieurs types :
- La Tardoire, le Bandiat, la Bonnieure qui sont des affluents de rive gauche ont la caractéristique particulière de disparaître en partie dans des crevasses et d'alimenter le karst de La Rochefoucauld lequel est garant d'un débit d'étiage minimum.
- La Touvre est une résurgence, née de deux sources, le Dormant et le Bouillant. Elle est, après celle du Vaucluse, la deuxième résurgence de France.
- L'Aume, la Soloire, l'Antenne, petits affluents de rive droite, et le Né, affluent de rive gauche, qui sont des rivières écoulant leurs eaux sur des terrains imperméables, grossissent aux moindres pluies.

À chaque période hivernale, les crues sont habituelles où l'eau recouvre les vallées de la Charente et de ses affluents caractérisés par des marais et des prairies inondables, appelées localement les prées. Lors des crues exceptionnelles qui ont lieu environ tous les vingt ans, il n'est pas rare de voir les routes coupées et les bas quartiers des villes comme Angoulême, Jarnac et Cognac complètement inondés. Ces crues peuvent parfois revêtir des aspects spectaculaires comme en 1960, ou encore en 1982, année considérée comme la "crue du siècle". Lors de ces crues centennales, et même décennales, la vallée de la Charente avec ses prairies inondables ne forme plus que ce qui ressemble à un immense lac de Châteauneuf-sur-Charente jusqu'à son estuaire.
D'Angoulême à Saintes une vingtaine d'ouvrages, formés par les écluses, canaux de dérivation et barrages, rendent le fleuve navigable qui est aujourd'hui uniquement réservé à la navigation fluviale de plaisance.

### Régions naturelles
D'est en ouest, le département fait apparaître une succession de paysages naturels conditionnés par la nature des sols, le relief et le climat et qui délimitent des terroirs agricoles et ruraux nettement différenciés.
Tout à l'est du département et en bordure du plateau du Limousin, la région du Confolentais ou Charente limousine se caractérise par des sols constitués de roches cristallines imperméables, parfois couverts d'argiles rouges, qui sont géographiquement et géologiquement situés en Limousin. Cette région a été le théâtre d'un événement majeur où, dans un passé fort lointain, une météorite de plus d'un kilomètre de diamètre a heurté la région à Pressignac, à mi-chemin entre Chassenon et Rochechouart.
Les terres qui constituent la Charente limousine sont argileuses et imperméables, appelées aussi terres froides. Celles-ci sont particulièrement propices à l'élevage (vache limousine). L'occupation du sol se partage entre bocage et bois de châtaigniers et épicéas. Ici, le relief est plus vigoureux par les vallées profondes qui entaillent le plateau du Limousin et se distingue par les plus hautes altitudes du département, notamment au site de Montrollet qui culmine à 368 mètres.
Le nord du département, le Ruffécois, est occupé par de grandes plaines céréalières qui ne sont pas sans rappeler celles du Poitou.
Au centre du département, le fleuve joue un rôle considérable dans l'occupation de l'espace géographique. La Charente et ses affluents de rive gauche traversent en Angoumois des plateaux calcaires fissurés, générateurs de gouffres et de résurgences, et sur le reste de son bassin versant des terrains imperméables mais aussi des sols calcaires qui, une fois gorgés d'eau, se comportent comme des terrains imperméables. L'Angoumois porte de grandes et belles forêts comme celle de la Braconne.
Les terres à l'ouest, de part et d'autre de la vallée de la Charente, sont de nature calcaire et sont appelées terres chaudes étant propices à la culture de la vigne, des céréales ou à la polyculture. Ce sont également les terres de champagne qui portent le célèbre vignoble du cognac. Ces sols et ces paysages annoncent ceux du département voisin de la Charente-Maritime où les affinités y sont particulièrement nombreuses.
Enfin, tout au sud du département, de grandes chênaies, mêlées de châtaigniers et de pins maritimes, recouvrent les sommets décalcifiés de la Double saintongeaise, ce dernier constitue un grand massif forestier qui se prolonge en Charente-Maritime et en Dordogne. C'est le domaine des landes qui évoquent les grandes pinèdes des landes de Gascogne.
Le département de la Charente comporte 24 zones Natura 2000 situées, certaines en totalité, d'autres en partie sur son territoire, vallée du fleuve Charente et de ses affluents, chaumes et autres types d'habitats pour oiseaux, chauves-souris, loutre et vison d'Europe ou orchidées.

Paysages de la Charente :
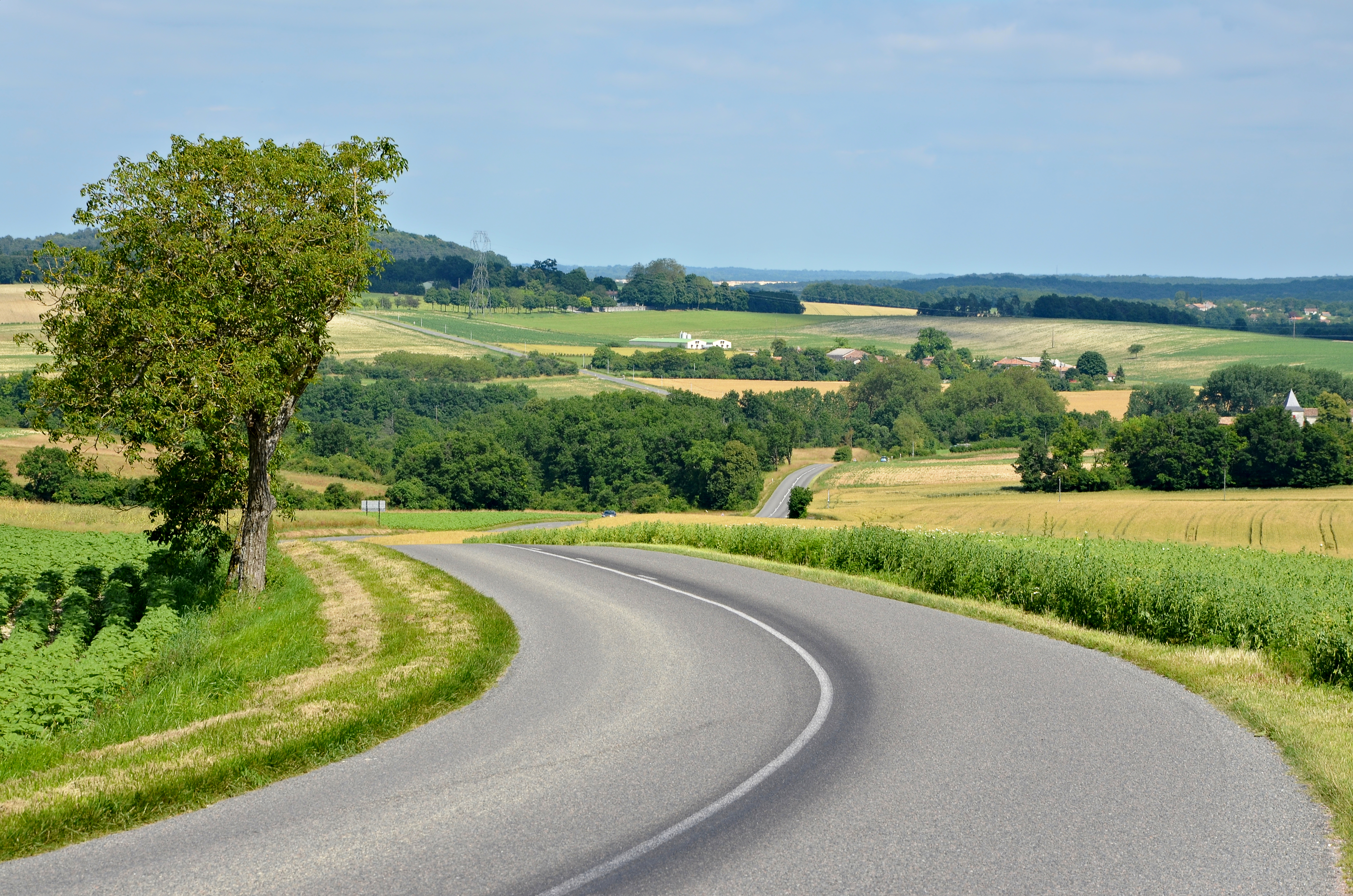
Paysage vers Villebois-Lavalette, dans le sud.
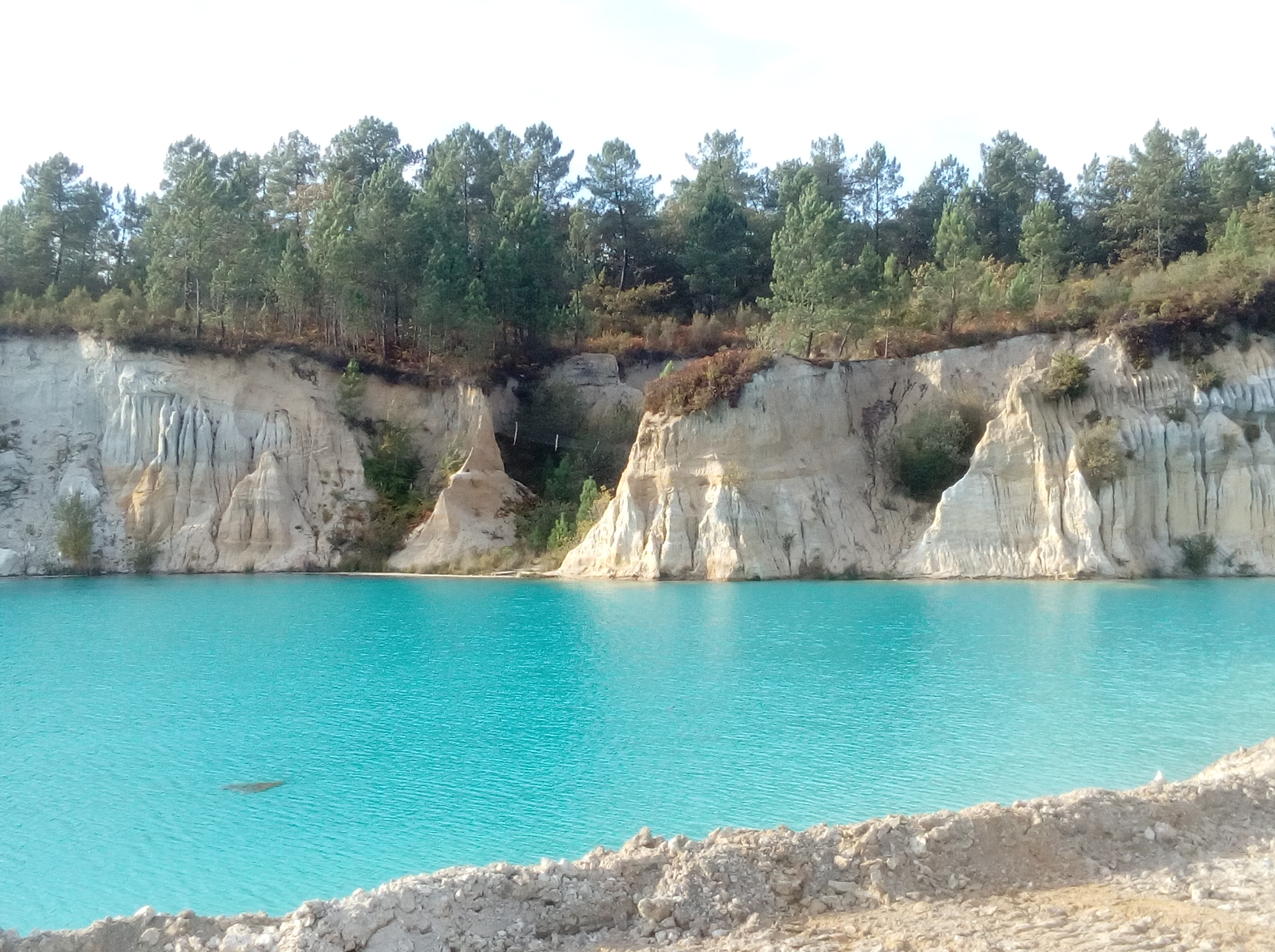
Parc de la découverte des carrières d'argile blanche, Guizengeard, dans le sud-ouest.
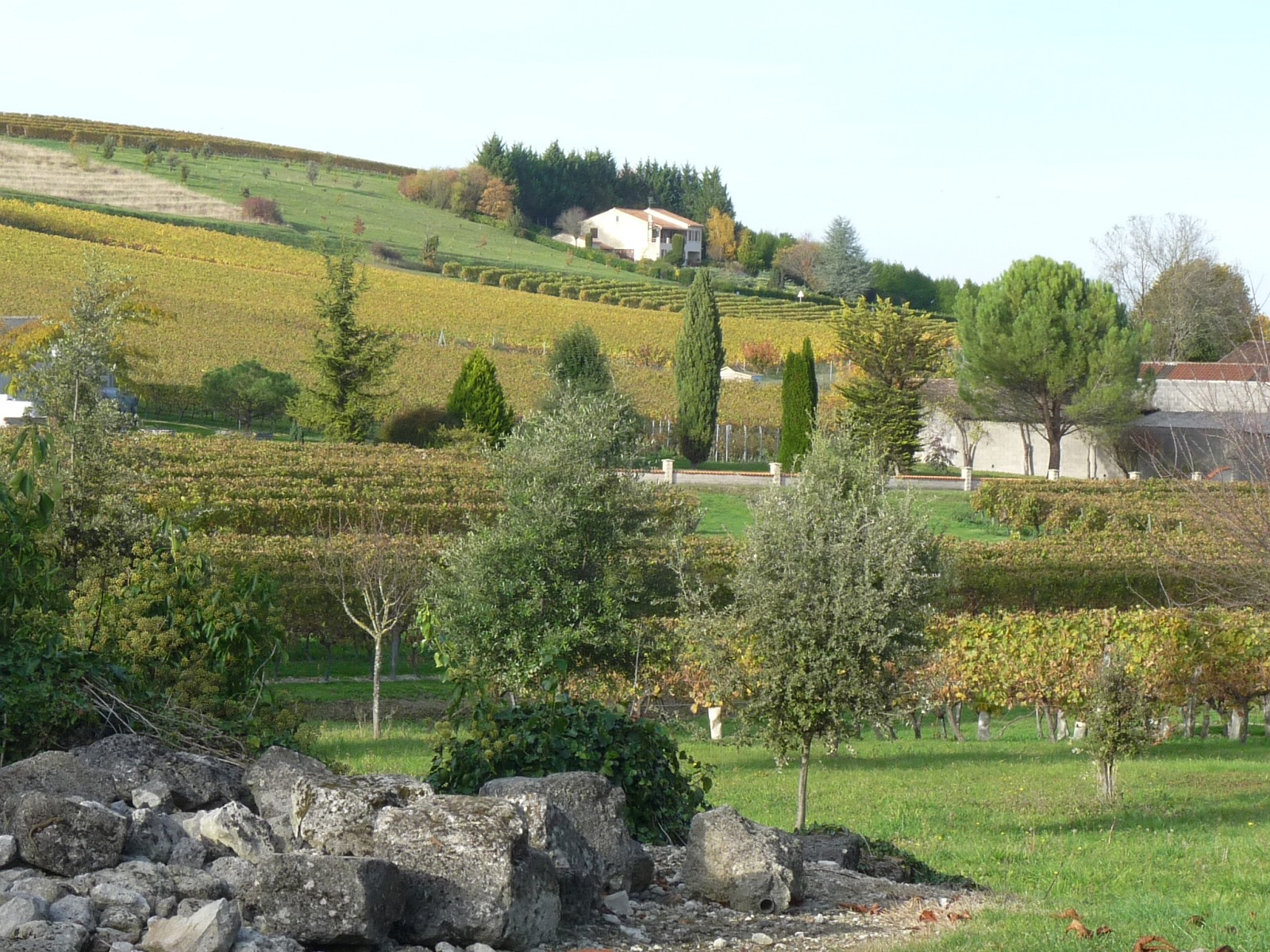
Vignoble à Bouteville, dans l'ouest.
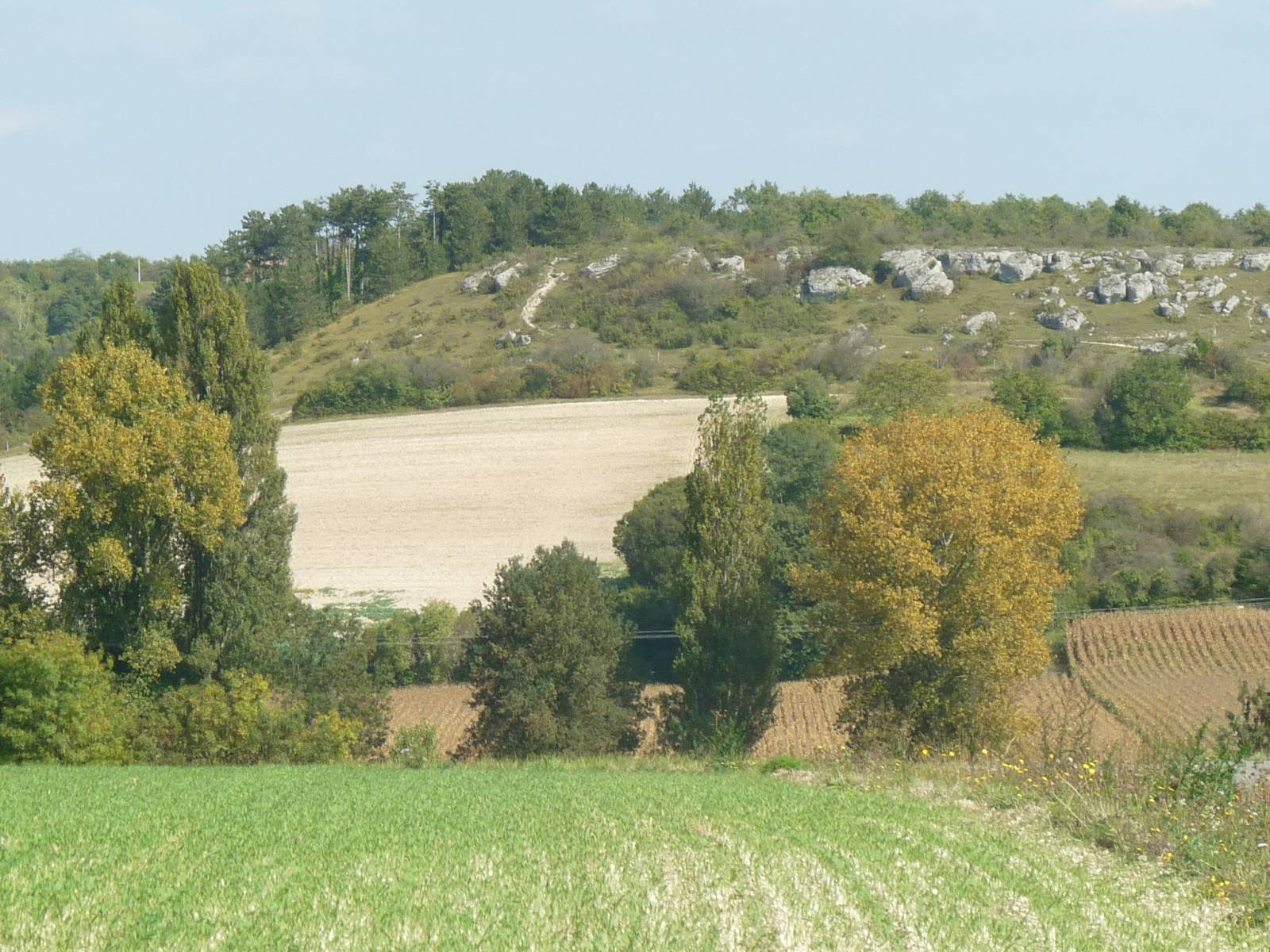
Chaumes de Vignac près de Roullet vers le centre.
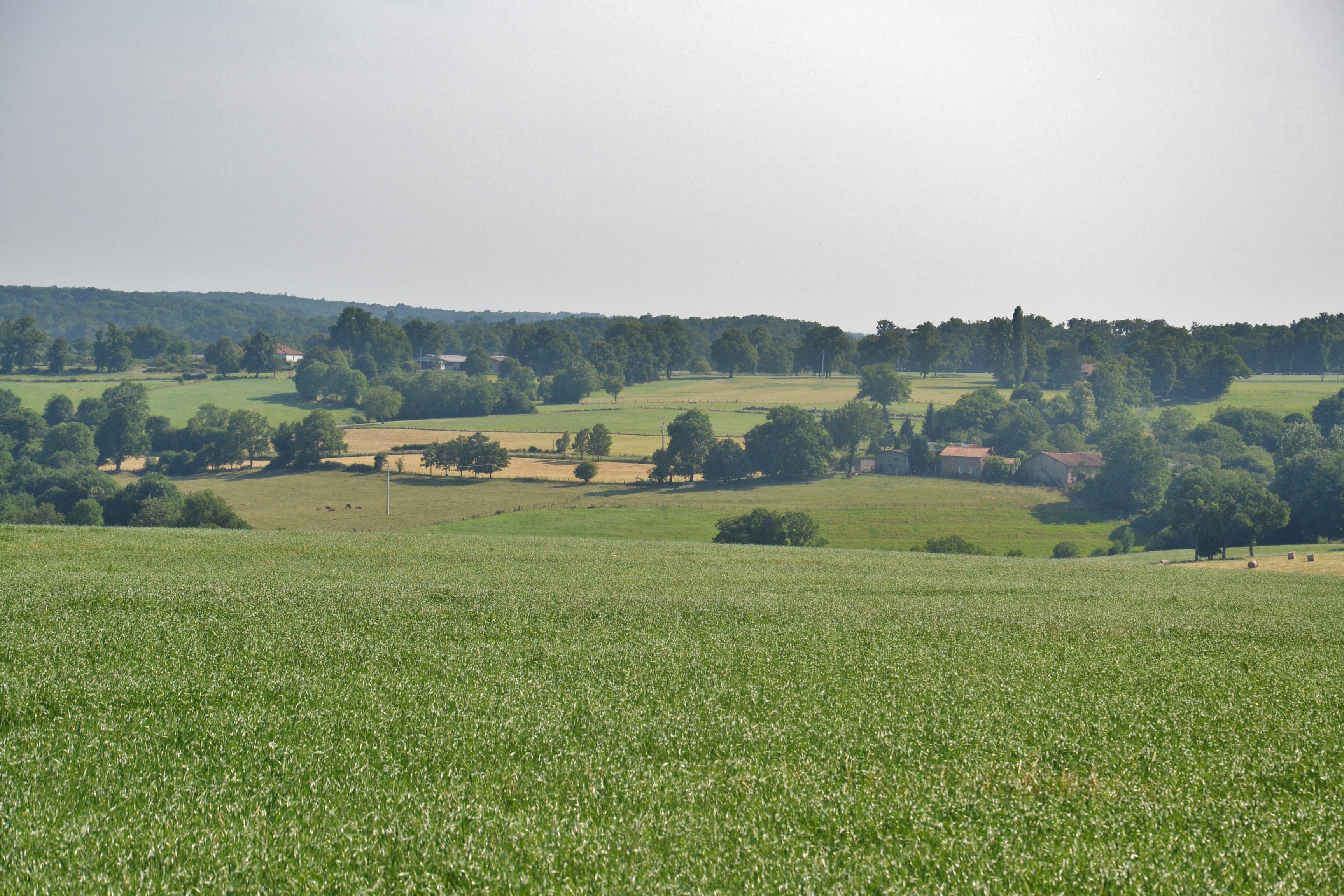
La Charente limousine, près de La Péruse, dans l'est.

### Climat
Le département de la Charente a un climat océanique de type aquitain de Cognac jusqu'à Angoulême qui se modifie en allant vers l'est en climat océanique dégradé.
Dans le Confolentais, le climat océanique dégradé se traduit par des températures plus fraîches que dans les plaines, des précipitations plus importantes et des hivers plus marqués avec des jours de gel et de neige plus nombreux.
Les orages sont habituels, sous forme de phénomènes localisés ou plus étendus.
Le vent est le plus souvent d'ouest-nord-ouest en particulier lors des tempêtes dont la plus violente a été la tempête Martin avec des vents de plus de 140 km/h sur l'ensemble du département. Moins fréquemment, le département est soumis à des vents nord-est.

## Démographie
| 1791    | 1801    | 1806    | 1821    | 1826    | 1831    | 1836    | 1841    | 1846    |
| ------- | ------- | ------- | ------- | ------- | ------- | ------- | ------- | ------- |
| 339 789 | 299 029 | 327 052 | 347 541 | 353 653 | 362 531 | 365 126 | 367 893 | 379 031 |

| 1851    | 1856    | 1861    | 1866    | 1872    | 1876    | 1881    | 1886    | 1891    |
| ------- | ------- | ------- | ------- | ------- | ------- | ------- | ------- | ------- |
| 382 912 | 378 721 | 379 081 | 378 218 | 367 520 | 373 950 | 370 822 | 366 408 | 360 259 |

| 1896    | 1901    | 1906    | 1911    | 1921    | 1926    | 1931    | 1936    | 1946    |
| ------- | ------- | ------- | ------- | ------- | ------- | ------- | ------- | ------- |
| 356 236 | 350 305 | 351 733 | 347 061 | 316 279 | 312 790 | 310 489 | 309 279 | 311 137 |

| 1954    | 1962    | 1968    | 1975    | 1982    | 1990    | 1999    | 2006    | 2011    |
| ------- | ------- | ------- | ------- | ------- | ------- | ------- | ------- | ------- |
| 313 635 | 327 658 | 331 016 | 337 064 | 340 770 | 341 993 | 339 628 | 347 037 | 352 705 |

| 2016    | 2021    | 2022    | - | - | - | - | - | - |
| ------- | ------- | ------- | - | - | - | - | - | - |
| 353 288 | 350 867 | 351 603 | - | - | - | - | - | - |

### Un département moyennement peuplé
Le département de la Charente recense 350 867 habitants en 2021 contre  349 535 habitants en 2007, ce qui le classe au 9e rang en Nouvelle Aquitaine, avant les départements du Lot-et-Garonne, de la Corrèze et de la Creuse. Sa densité de population s'élève à 59 hab./km2 en 2021 contre 72 hab./km2 pour la région et 107 hab./km2 pour la France.
Il s'agit d'un département moyennement peuplé mais il existe de véritables contrastes de peuplement à l'intérieur de ses limites départementales où la vallée de la Charente, prolongée vers l'est par l'axe routier de la RN 141 en direction de Limoges, concentre l'essentiel des activités et des villes. Autour d'Angoulême, la densité de population franchit aisément les 200 hab./km2, soit pratiquement le quadruple de la moyenne départementale, et autour de Cognac la densité est supérieure à 150 hab./km2, soit le triple de celle du département.

### Un département faiblement attractif
Depuis le début du nouveau siècle, le département de la Charente a franchi un nouveau cap en atteignant les 350 000 habitants et se stabilise autour de ce chiffre depuis les deux dernières décennies, grâce à un solde migratoire légèrement positif. Cependant, il est confronté au problème récurrent du vieillissement de sa population où plus du tiers des habitants a plus de 60 ans, 33,4% en 2021.
Dans le dernier quart du XXe siècle - entre 1975 et 1999 -, la population du département demeurait relativement stable autour de 340 000 habitants -, chiffre semblable à ceux observés jusqu'au milieu du XIXe siècle.
Cependant, ce sont surtout les cantons ruraux de la partie orientale et septentrionale de la Charente, englobant tout l'arrondissement de Confolens, qui ont perdu de la population avec une baisse annuelle de -0,3% entre 2015 et 2021 et ceux de l'ouest, arrondissement de Cognac, qui ont également subi une forte baisse démographique (-0,2%/an entre 2015 et 2021), imputable à un exode rural depuis longtemps eneraciné, alors que, dans le même temps, l'agglomération d'Angoulême a nettement augmenté (+0,07 %/an entre 2015 et 2021) jusqu'à représenter actuellement environ le tiers de la population départementale (31% de la population départementale en 2021).
Malgré le Brexit, le département de la Charente demeure toujours une terre attractive pour les Britanniques où résident plus de 6 200 sujets de la Couronne contre 3 000 dans le département voisin de la Charente-Maritime
,.
À titre de rappel, la Charente hébergeait de nombreux résidents britanniques en 2006, où ils étaient 5 083 , ce qui la plaçait au 4e rang des départements français, juste derrière Paris, la Dordogne et les Alpes-Maritimes,, et 6 220 en 2016, le département se classait au 3e rang, après Paris et la Dordogne.

### Un département à dominante rurale
Le département de la Charente est un territoire à  dominante rurale malgré la présence de la grosse agglomération d'Angoulême et, dans une moindre mesure, de celle de Cognac.
En dehors de ces deux centres  urbains qui polarisent fortement la vie du département, un réseau de quelques petites villes maille le territoire départemental de manière assez équilibré, héritage d'un ancrage historique et local très ancien qui a perduré jusqu'à ce jour, Barbezieux-Saint-Hilaire, Ruffec et La Rochefoucauld-en-Angoumois ayant exercé le rôle de sous-préfecture et gardant quelques fonctions inhérentes à cette activité désormais révolue. Bien qu'elles exercent encore un certain poids à l'échelle de leur micro-région, celles-ci, cependant, ont toutes moins de 5 000 habitants et ont gardé un caractère de bourg rural. Elles sont toutes marquées par un assoupissement de leurs activités et peinent à retrouver leur vitalité d'antan.
De ce fait, seulement 10 unités urbaines sont retenues par l'INSEE lors de la dernière refonte de 2020 et rassemblent 47 % de la population départementale en 2021.
Angoulême demeure, et de très loin, la première agglomération du département et dépasse les 100 000 habitants depuis 1975. Elle compte 109 558 habitants en 2021, regroupés en 18 communes urbaines. Elle progresse très légèrement par rapport à 2007 où elle recensait alors 109 009 habitants. Elle occupe le 7e rang dans la région Nouvelle-Aquitaine. Au niveau national, elle se situe au 61e rang. Elle est au centre d'une importante zone urbanisée et semi-urbanisée qui rassemble 94 communes, toutes situées dans le département de la Charente. Son aire d'attraction rassemble 179 917 habitants en 2021, soit 51,3 % de la population départementale. Ainsi, un peu plus de la moitié de la population du département de la Charente réside dans la zone d'influence urbaine d'Angoulême.
Cependant, le rayonnement  urbain d'Angoulême dans son département, malgré sa progression constante, semble avoir atteint ses limites. Depuis le début du nouveau siècle, l'agglomération a tendance à stagner malgré la recherche d'un renouveau économique fondé sur sa position géographique très favorable. Aussi, les attentes escomptées sur la mise en place de la LGV Paris-Bordeaux en 2017 sont demeurées en-deçà des perspectives de développement qui y étaient annoncées. En réalité, la métropolisation accélérée de Bordeaux a davantage profité à la capitale régionale qui a largement bénéficié de cette nouvelle connexion ferroviaire, ce qui place désormais Angoulême en une sorte de troisième "banlieue" de Bordeaux à une demi-heure seulement.
Dans le même temps, Cognac a connu la même tendance que la préfecture du département. Cognac et son agglomération occupent toujours le second rang départemental avec 26 238 habitants en 2021 et se situe au 23e rang en Nouvelle-Aquitaine. Elle ne cesse de perdre régulièrement des habitants depuis 1975 où elle avait atteint son maximum démographique avec 32 528 habitants; cette tendance à la baisse démographique s'est poursuivie en 2007, où elle enregistrait alors 27 003 habitants. Pourtant, de réels efforts de modernisation de son économie urbaine ont été entrepris et l'électrification de la voie ferrée Angoulême-Royan, ainsi que la mise à 2X2 voies de la route Angoulême-Cognac, ont sensiblement contribué à moderniser ses accès. Malgré ces investissements notables, Cognac ne profite pas d'un réel développement urbain. Son aire d'attraction a certes franchi le cap des 50 000 habitants, s'étendant sur 45 communes - dont 13 sur le département voisin de la Charente-Maritime - ; en 2021, elle compte 58 629 habitants. En Nouvelle-Aquitaine, elle occupe le 20e rang régional en 2021.
Dans son périmètre urbain immédiat se situe la petite agglomération de  Jarnac, jalonnée par le fleuve Charente, qui participe à la même économie urbaine que  Cognac mais demeure sous le seuil des 5 000 habitants, chiffre qu'elle avait atteint en 1975 (5 042 habitants) et qu'elle n'a jamais retrouvé depuis, elle compte 4 933 habitants en 2021.
Dans la vallée moyenne du fleuve Charente, intercalée entre les deux grandes aires d'attraction du département que sont Angoulême, à l'est, et Cognac, à l'ouest, Châteauneuf-sur-Charente est un gros bourg rural, assoupi sur les bords du fleuve, contribuant peu à l'urbanisation du département. Cette petite ville se maintient davantage grâce à sa situation géographique et à sa desserte ferroviaire sur l'axe ferré Angoulême-Royan plus qu'à un dynamisme local. Sa population est remarquablement stable autour de 3 500 habitants depuis de nombreuses décennies affichant 3 554 habitants en 2021.
Quant aux autres petites villes, leur influence se limite le plus souvent à des bassins de vie qui s'étendent sur plusieurs anciens cantons mais leur attractivité est quasi inexistante. La plupart de ces petites villes stagnent ou perdent de la population dans la seule période de 2007 à 2021. Dans le sud-ouest du département,
Barbezieux-Saint-Hilaire est un petit pôle urbain bien pourvu en services mais ne progresse pas malgré sa proximité de la RN 10, aménagée en 2X2 voies. Elle aussi a franchi le seuil des 5 000 habitants en 1975 où elle comptait alors 5 198 habitants et qui correspond à son maximum démographique. En 2007, sa population était tombée à 4 693, elle s'est un peu relevée pour atteindre 4 732 habitants en 2021. Elle commande la troisième aire d'attraction dans le département comptant 14 589 habitants en 2021 et regroupe 25 communes.
À l'est de l'agglomération d'Angoulême, le petit centre urbain et historique de La Rochefoucauld-en-Angoumois profite en partie de l'attraction angoumoisine et de sa proximité de la RN 141, l'axe routier Angoulême-Limoges, aménagé en 2X2 voies. En 2021, elle atteint 4 002 habitants contre 3 089 en 2007, il est vrai que cette croissance est artificiellement gonflée par l'effet d'une fusion communale. Elle fait partie intégrante de l'aire d'attraction d'Angoulême.
Au nord du département et légèrement décalée à l'ouest de la vallée de la Charente qui concentre les grands axes de communication nationaux (ligne LGV Paris-Bordeaux et voie expresse à 2X2 voies de la RN 10), Ruffec est un pôle urbain qui aurait pu tirer quelque avantage de sa position géographique entre Poitiers, au nord, et Angoulême, au sud. La ville a connu quelques difficultés économiques et a du mal à se relever. Son unité urbaine comptait 4 102 habitants en 2007, elle en recense 3 817 habitants en 2021. Elle est au cœur d'une aire d'attraction qui rassemble 13 758 habitants en 2021 et s'étend sur 30 communes.
Enfin, dans le nord-est du département, deux petits centres urbains se maintiennent, le premier grâce à sa fonction industrielle et le second à son rôle de sous-préfecture. Chasseneuil-sur-Bonnieure est un bourg industriel, sur la voie expresse de la RN 141 qui relie Angoulême à Limoges, en croissance régulière et affiche un certain dynamisme local qui tranche avec la Charente limousine, il comptait 2 880 habitants en 2007 et 3 101 habitants en 2021 tandis que 
Confolens, l'une des plus petites sous-préfectures de France, végète depuis de nombreuses années. Cette petite cité historique et centre administratif local, sur les bords de la Vienne, recensait 2 798 habitants en 2007 et 2 722 habitants en 2021. Son aire d'attraction qui rassemble 14 communes regroupe 9 319 habitants en 2021, c'est la plus petite du département.
En Charente, les dix unités urbaines rassemblent 47 % de la population départementale en 2021, taux presque comparable à celui de 2007 (47,1%) mais inférieur à celui de 1999 qui s'établissait à 47,8%.
En 2021, la Charente recense 36 communes de plus de 2 000 habitants - dont neuf ont plus de 5 000 habitants -, soit 5 communes de plus par rapport à 2007, ce qui correspond à près d'une commune sur 10 rassemblant 54,7 % de la population départementale. Cette catégorie de population se renforce, démontrant une tendance à la concentration de la population dans les communes de plus de 2 000 habitants en Charente.

### Communes les plus peuplées
| Nom                           | Code Insee | Intercommunalité                        | Superficie (km2) | Population (dernière pop. légale) | Densité (hab./km2) | Modifier                                    |
| ----------------------------- | ---------- | --------------------------------------- | ---------------- | --------------------------------- | ------------------ | ------------------------------------------- |
| Angoulême                     | 16015      | CA GrandAngoulême                       | 21,85            | 41 423 (2022)                     | 1 896              | modifier les données · modifier les données |
| Cognac                        | 16102      | CA du Grand Cognac                      | 15,50            | 18 466 (2022)                     | 1 191              | modifier les données · modifier les données |
| Soyaux                        | 16374      | CA GrandAngoulême                       | 12,76            | 10 057 (2022)                     | 788                | modifier les données · modifier les données |
| La Couronne                   | 16113      | CA GrandAngoulême                       | 28,82            | 7 759 (2022)                      | 269                | modifier les données · modifier les données |
| Saint-Yrieix-sur-Charente     | 16358      | CA GrandAngoulême                       | 14,65            | 7 556 (2022)                      | 516                | modifier les données · modifier les données |
| Ruelle-sur-Touvre             | 16291      | CA GrandAngoulême                       | 10,66            | 7 396 (2022)                      | 694                | modifier les données · modifier les données |
| Gond-Pontouvre                | 16154      | CA GrandAngoulême                       | 7,45             | 5 884 (2022)                      | 790                | modifier les données · modifier les données |
| L'Isle-d'Espagnac             | 16166      | CA GrandAngoulême                       | 5,95             | 5 691 (2022)                      | 956                | modifier les données · modifier les données |
| Champniers                    | 16078      | CA GrandAngoulême                       | 45,29            | 5 237 (2022)                      | 116                | modifier les données · modifier les données |
| Barbezieux-Saint-Hilaire      | 16028      | CC des 4B Sud-Charente                  | 26,55            | 4 738 (2022)                      | 178                | modifier les données · modifier les données |
| Jarnac                        | 16167      | CA du Grand Cognac                      | 11,99            | 4 478 (2022)                      | 373                | modifier les données · modifier les données |
| Roullet-Saint-Estèphe         | 16287      | CA GrandAngoulême                       | 41,50            | 4 334 (2022)                      | 104                | modifier les données · modifier les données |
| Brie                          | 16061      | CA GrandAngoulême                       | 34,05            | 4 157 (2022)                      | 122                | modifier les données · modifier les données |
| La Rochefoucauld-en-Angoumois | 16281      | CC La Rochefoucauld - Porte du Périgord | 24,15            | 4 020 (2022)                      | 166                | modifier les données · modifier les données |
| Fléac                         | 16138      | CA GrandAngoulême                       | 12,60            | 3 856 (2022)                      | 306                | modifier les données · modifier les données |

## Économie

### Le premier département industriel entre Loire et Garonne
La Charente est un département agricole mais aussi industriel et il se positionne au tout premier rang régional en Poitou-Charentes dans ce second domaine, que ce soit sur le plan des effectifs que sur celui du nombre des activités. Il se singularise nettement des trois autres départements de cette région aussi bien par l'importance de son héritage industriel que par celle de ses entreprises.
En raison de cet héritage industriel important, le département se caractérise par la présence de deux chambres consulaires que sont les chambres de commerce et d'industrie d'Angoulême et de Cognac. La différence des activités économiques qui distinguent ces deux organismes ne les incite pas à une coopération interconsulaire. Ainsi la Chambre de commerce et d'industrie de Cognac a envisagé de s'associer à celle de Rochefort plutôt qu'à celle d'Angoulême.

### Un secteur industriel aux activités diversifiées
Le secteur industriel de la Charente se distingue notamment par la présence d'activités traditionnelles, qui sont présentes aussi bien dans l'industrie agro-alimentaire puissamment représentée par le cognac, que dans les industries de transformation des matières premières comme la papeterie, les tuileries et briqueteries, les fonderies comme celle de Ruelle devenue une des implantations de la DCNS.

#### Les industries agro-alimentaires
Le secteur des industries agro-alimentaires (IAA) est l'un des secteurs phares de l'industrie charentaise et il est largement dominé par la production des eaux-de-vie de cognac.
La zone d'appellation Cognac représente 47 131 ha de vignes plutôt localisées à l'ouest du département, assurant 45 % des revenus agricoles de la Charente. Cette production viticole, appartenant à des viticulteurs ou à de grandes maisons de négoce, assure 40 % des exportations de Poitou-Charentes.
Par contre, les laiteries pour la fabrication du beurre Charentes-Poitou et du fromage sont en net déclin, comme l'industrie de la viande bien que l'élevage reste une activité importante.

#### L'industrie lourde
L'industrie lourde est représentée par un puissant secteur des activités extractives qui alimente les usines de la région de Roumazières-Loubert où l'argile est employée pour la fabrication des briques et des tuiles. Cette industrie fournit le 1/6e de la fabrication des tuiles françaises, ces dernières étant produites principalement par Terreal, anciennement Tuileries et Briqueteries Françaises (TBF).
Près de Cognac, à Cherves-Richemont, le gypse est encore activement extrait en vue de la fabrication de plâtre dont la production est assurée par l'usine Placoplatre.
La pierre calcaire qui était exploitée pour la pierre de taille est toujours extraite et sa production est orientée vers celle des granulats.
Dans la Double saintongeaise, l'argile blanche est extraite à Oriolles et à Chantillac pour la fabrication de céramique sanitaire.

#### Les industries de transformation
Ce secteur économique fait cohabiter des industries traditionnelles qui ont dû se moderniser pour s'adapter à la nouvelle donne économique et des industries modernes et performantes qui tirent le département vers l'innovation technologique.
Tout d'abord, le secteur des industries traditionnelles est représenté par la papeterie. Fort anciennement implantée dans la région d'Angoulême, elle est passée par une crise sévère qui a entamé durement et profondément ses activités. Bien qu'accusant un déclin presque irrémédiable, après la fermeture du Nil, elle demeure toujours en activité avec ICP (Industrie Papetière Charentaise).
La fonderie de Ruelle, créée par le marquis de Montalembert en 1750, est devenue fonderie royale en 1755. Ses activités ont elles aussi beaucoup décliné, elles sont orientées vers la production militaire.
La verrerie avec Saint-Gobain a repris l'usine de Claude Boucher.
Les autres industries sont liées au cognac (cartons, étiquettes, transport, matériel agricole, tonnelleries, matériel de distillation).
Les industries innovantes et modernes ou qui se sont modernisées en fonction de la demande actuelle sont représentées par deux secteurs industriels performants.
La Poudrerie nationale d'Angoulême, devenue SNPE, est un secteur dynamique.
Les industries électriques sont surtout représentées par Leroy-Somer, grand fabricant de moteurs électriques, et par SAFT dans son usine de Nersac pour la fabrication de batteries au lithium pour l'industrie électromobile appelée à un grand essor.

## Transports
La Charente est l'un des rares départements français de métropole à n'être équipés d'aucune autoroute, mais les routes nationales 10 et 141 qui se croisent à Angoulême sont en grande partie aménagées en voies rapides à 2x2 voies. Angoulême est à 1 h 43 de Paris en TGV inOui et Ouigo.

## Tourisme
L'emblème « La Charente a des ailes » accompagne la communication des événements estampillés "Conseil général".

Emblème actif de 2009 à 2012.
Mise à jour de l'emblème en 2012.

## Toponymie du département

### Dénominations dialectales
La Charente est appelée Chérente en saintongeais, et Charanta dans le dialecte limousin de la langue occitane.

### Anciennes appellations du fleuve
Le département tire son nom du fleuve qui, à l'époque gallo-romaine, était connu sous le nom grec de Κανεντελος (Kanentelos). Ce nom est mentionné par le célèbre géographe Claude Ptolémée en 140.
En 360, à l'époque de l'Antiquité tardive, le poète de langue latine Ausone latinise le nom du fleuve sous la forme Carentonus .
Plus tard, dans un manuscrit daté de 865, le cours d'eau est orthographié sous la forme latine Caranto.
À la fin du Moyen Âge, il apparaît sous sa forme presque contemporaine dans un texte où est mentionné le village de « Taillebourg qui siet sur une male rivière que l'on appelle Carente ».
La plupart des noms des villes et des villages riverains du fleuve des deux départements charentais ont accolé à leur toponyme le nom du fleuve vers la fin du XIXe siècle - cas de Châteauneuf-sur-Charente en 1891 - ou dans le courant du siècle suivant - cas de Verteuil-sur-Charente en 1962 -, généralement pour éviter des confusions d'homonymie géographique.

## Histoire

La Charente et les provinces qui occupaient son territoire avant 1790 : l'Angoumois, la Saintonge, le Poitou et la Marche.

Carte de la Charente (1790)

Le département a été créé à la Révolution française, le 4 mars 1790 en application de la loi du 22 décembre 1789. Il a été formé autour de l'Angoumois et de son ancienne capitale, Angoulême, qui a été choisie pour être le chef-lieu d'un département qui intégra à l'ouest le Cognaçais (des limites de l'actuelle Charente-Maritime jusqu'à Bassac) et le Sud-Charente avec Barbezieux-Saint-Hilaire, qui faisaient partie de la Saintonge, et à l'est les terres marchoises du Confolentais, ainsi que quelques communes du Poitou au nord et du Périgord au sud.
La Charente a été habitée dès le paléolithique moyen (sites de Vilhonneur, Gardes-le-Pontaroux, Sers, Mouthiers).
Au cours de l'Histoire, il n'a jamais vraiment existé d'unité, ni politique, ni religieuse, ni judiciaire, ni même linguistique, les langues d'oil ayant progressé sur les langues d'oc entre les XIIe et XIXe siècles. La coupure entre l'Angoumois à l'est, centré sur Angoulême, et la Saintonge à l'ouest, centrée sur Saintes et englobant Barbezieux, a perduré jusqu'à la Révolution et n'a d'ailleurs pas totalement disparu.
La Saintonge est ainsi nommée car elle était le territoire des Santons, tandis que l'Angoumois aurait été le territoire d'une autre tribu, plus petite, et dont on ignore encore le nom. Pendant l'occupation romaine, toute la Charente est devenue une riche région gallo-romaine dont il reste en particulier les thermes de Chassenon et le théâtre des Bouchauds.
À la suite des grandes invasions et de l'effondrement de l'Empire romain, le département comme l'ensemble de l'Aquitaine à laquelle il appartient, entre dans une période troublée par les guerres entre conquérants et les raids des Arabes puis des Vikings.
À l'époque médiévale, des places fortes ont été érigées entre le Xe siècle et le XIIe siècle, période pendant laquelle chaque village a également construit son église romane. Villes et châteaux fortifiés (Cognac, Angoulême, Villebois-Lavalette…) ont été mis à mal durant la guerre de Cent Ans et l'occupation anglaise. Celle-ci se termine en Charente avec la prise de Chalais en juin 1453, un mois avant la bataille de Castillon.
Reconstruits, châteaux et églises ont souffert des guerres de religion, qui ont été un désastre pour ce département (départ de plus de 50 % des artisans).
Les Charentais ont formé une partie importante des colons de la Nouvelle-France (Québec).
Durant la Révolution, peu d'évènements marquants sont à signaler - si ce n'est la création du département de la Charente - et la Terreur y a été très modérée.
Le commerce se faisait par le fleuve (sel, cognac, matériaux…) et diverses industries (papeteries, fonderies…) datent du XVIIe siècle.
Le XIXe siècle avec la révolution industrielle et le commerce du cognac a été une période de grande richesse. La crise engendrée par le phylloxéra, qui a commencé à ruiner le vignoble charentais dès 1872, a provoqué un fort exode rural qui, cependant avait déjà commencé dès 1851, année où le département a atteint son record démographique. À cette baisse de population se sont ajoutées les saignées des guerres et la Charente n'a toujours pas retrouvé son niveau de population de 1851.
Durant la Seconde Guerre mondiale, sa position coupée en deux par la ligne de démarcation avec l'Ouest, zone occupée, et l'Est, zone libre, explique l'organisation rapide de réseaux de résistance.
Au 1er janvier 2016 la région Poitou-Charentes, à laquelle appartenait le département depuis 1956, fusionne avec les régions Aquitaine et Limousin pour devenir la nouvelle région Nouvelle-Aquitaine.

## Héraldique
| Armes de la Charente | Les armes de la Charente se blasonnent ainsi : « Coupé, en 1 d'azur aux trois fleurs de lys d'or surmontées d'un lambel d'argent et en 2 losangé d'or et de gueules ; à la burelle ondée d'argent brochant sur la partition. » |

Ces armoiries, proposées par l'héraldiste Robert Louis dans les années 1950, n'ont aucun caractère officiel.

## Administration

### Historique du cadre administratif du département
Avant sa formation lors des débats de la Constituante de 1790, le département, dénommé Angoumois de janvier à mars 1790, était composé très majoritairement des anciennes provinces de l'Angoumois, au centre, et de la Saintonge, à l'ouest et au sud-ouest, avec respectivement Angoulême et Saintes comme capitales historiques.

### La carte administrative
La géographie administrative de la Charente a subi beaucoup de modifications depuis sa création en 1790, à l'exception des limites départementales qui sont demeurées sans changement depuis le premier tracé.

Comme l'indique la carte administrative ci-jointe, le département de la Charente est subdivisé aujourd'hui en trois arrondissements de taille à peu près comparable depuis la refonte de leurs limites administratives au 1er janvier 2008. 

Arrondissements et cantons de la Charente après la réforme de 2008.

Le département est également subdivisé en 19 cantons qui ont subi de nombreuses modifications territoriales depuis leurs origines, surtout autour des deux principales villes que sont Angoulême et Cognac, et il regroupe aujourd'hui 363 communes, ces dernières ayant à leur tour beaucoup varié aussi bien par le nombre que par les remaniements (fusions, absorptions, annexions).
Les divisions administratives actuelles du département de la Charente sont les suivantes :
- 3 arrondissements
- 19 cantons
- 9 intercommunalités
- 362 communes

Voir aussi :
- les anciennes communes de la Charente

## Politique
La Charente a voté massivement bonapartiste à l'élection de 1848, par désir de paix. Vigny écrivait la Charente n'est qu'une Vendée bonapartiste. Elle va le rester jusqu'à la fin du XIXe siècle et en 1889 seul le Confolentais vote républicain alors qu'Angoulême élit Paul Déroulède, et ce n'est qu'après l'élection partielle de 1906 que le département devient totalement républicain. Lors de l'élection partielle de 1939, Marcel Déat est élu en remplacement de René Gounin, USR comme lui, devenu sénateur.
Au sortir de la guerre, les quatre députés élus le 10 novembre 1946 sont 1 PC, 1 socialiste, 1 RGR (radical) le jeune Félix Gaillard et 1 MRP. Dans le même temps les deux sénateurs élus sont plus modérés, ce sont Guy Pascaud juste de retour de déportation et Pierre Marcilhacy qui seront ensuite réélus constamment jusqu'en 1980.
À partir de 1958, le scrutin devient majoritaire de circonscription, ce qui est très défavorable pour la gauche. Le PC entame une lente descente et malgré encore environ 23 % des voix, il ne lui reste aucun député. Les trois députés élus sont un UNR, Raymond Réthoré, un conservateur Républicain Indépendant, Jean Valentin, et un Radical Félix Gaillard. Ils seront réélus en 1962 et 1967.
À l’élection présidentielle, le général de Gaulle obtient une large majorité : 53,12 % en 1965, et aux élections législatives de juin 1968 ce sont deux UNR qui sont élus, Raymond Réthoré et Michel Alloncle. Félix Gaillard sauve son fauteuil mais après sa mort accidentelle en 1970 il est remplacé aux élections législatives de 1973 par un troisième député UNR, Francis Hardy.
L’élection présidentielle de 1974, et le score de 54,01 % de François Mitterrand au second tour, marquent l'essor de la gauche : Jean-Michel Boucheron, PS, est élu maire d'Angoulême en 1977 et député en 1978. André Soury (PC) retrouve le siège de Confolens qu'il avait perdu en 1958, et si Francis Hardy garde le siège de Cognac, il va le perdre en 1981 au profit de Bernard Villette, PS. La Charente est passée de trois députés de droite en 1970 à trois députés de gauche en 1981.
Mais les électeurs ruraux restent conservateurs et en 1980 ce sont Pierre Lacour et Michel Alloncle qui sont élus sénateurs, et en 1982 le conseil général reste à droite avec 19 conseillers contre 16 et Pierre-Rémy Houssin, maire de Baignes-Sainte-Radegonde en prend la présidence.
Aux législatives de 1986, les résultats s'équilibrent, Jean-Michel Boucheron et Jérôme Lambert pour le PS, Francis Hardy pour l'UNR et Georges Chavanes pour l'UDF. Georges Chavanes entre au Gouvernement, et c'est Pierre-Rémy Houssin qui devient député.
Georges Chavanes à Angoulême et le RPR Pierre-Rémy Houssin à Cognac sont élus députés en 1988 et réélus ensuite, Jean-Claude Beauchaud le suppléant de Jean-Michel Boucheron le remplace en 1993, tandis que Jérôme Lambert est battu par le RPR Henri de Richemont mais récupère son siège en 1997.
En 1997, c'est donc le retour de Jérôme Lambert à Confolens, l'arrivée à Cognac de Marie-Line Reynaud, à Angoulême de Jean-Claude Viollet et la réélection de Jean-Claude Beauchaud avec 65 % au second tour.
En 2002, Jérôme Lambert, Jean-Claude Beauchaud et Jean-Claude Viollet sont réélus, mais Jacques Bobe prend le siège de Marie-Line Reynaud qui le récupèrera en 2007 alors que Martine Pinville remplace Jean-Claude Beauchaud (Martine Pinville était la candidate des militants locaux, candidate dissidente se présentant contre Malek Boutih, candidat du PS imposé par le national).
Le conseil général voit une poussée de la gauche en 2001 (et l'élection du premier conseiller général vert, Patrik Fontanaud) et son basculement à gauche aux élections de 2004. Michel Boutant (PS) en devient le président.
Les deux grandes villes Angoulême et Cognac ont basculé dans l'escarcelle du PS aux élections municipales de 2008, ce qui confirme la poussée à gauche du département (après conseils régional et général en 2004 et 4 députés sur 4 à l'issue des législatives de 2007). Aujourd'hui, Soyaux, 3e ville du département en banlieue d'Angoulême, reste la dernière ville importante dirigée par la droite. La plus grande partie des communes sont dirigées par des listes « d'intérêts communaux » sans tendance marquée.
À l'occasion des élections municipales de 2014, la préfecture Angoulême bascule à droite avec l'élection de Xavier Bonnefont, la droite l'emporte également à Barbezieux-Saint-Hilaire et Jarnac. La gauche conserve néanmoins Cognac.
Le département bascule à droite en 2015 aux élections départementales avec l'élection de François Bonneau à la tête du département de la Charente.
- Liste des députés de la Charente
- Liste des sénateurs de la Charente
- Liste des conseillers généraux de la Charente
- Liste des préfets de la Charente

## Justice
À la suite de la réforme de la Justice de 2007, l'organisation de la carte judiciaire de la Charente a subi un profond remaniement. Mais elle a en même temps entraîné une certaine forme de « désertification » des instances judiciaires dans le département, souvent préjudiciable pour les justiciables, la notion de « justice de proximité » étant mal perçue par les citoyens autant qu'elle est dénoncée par l'ensemble des professions juridiques.

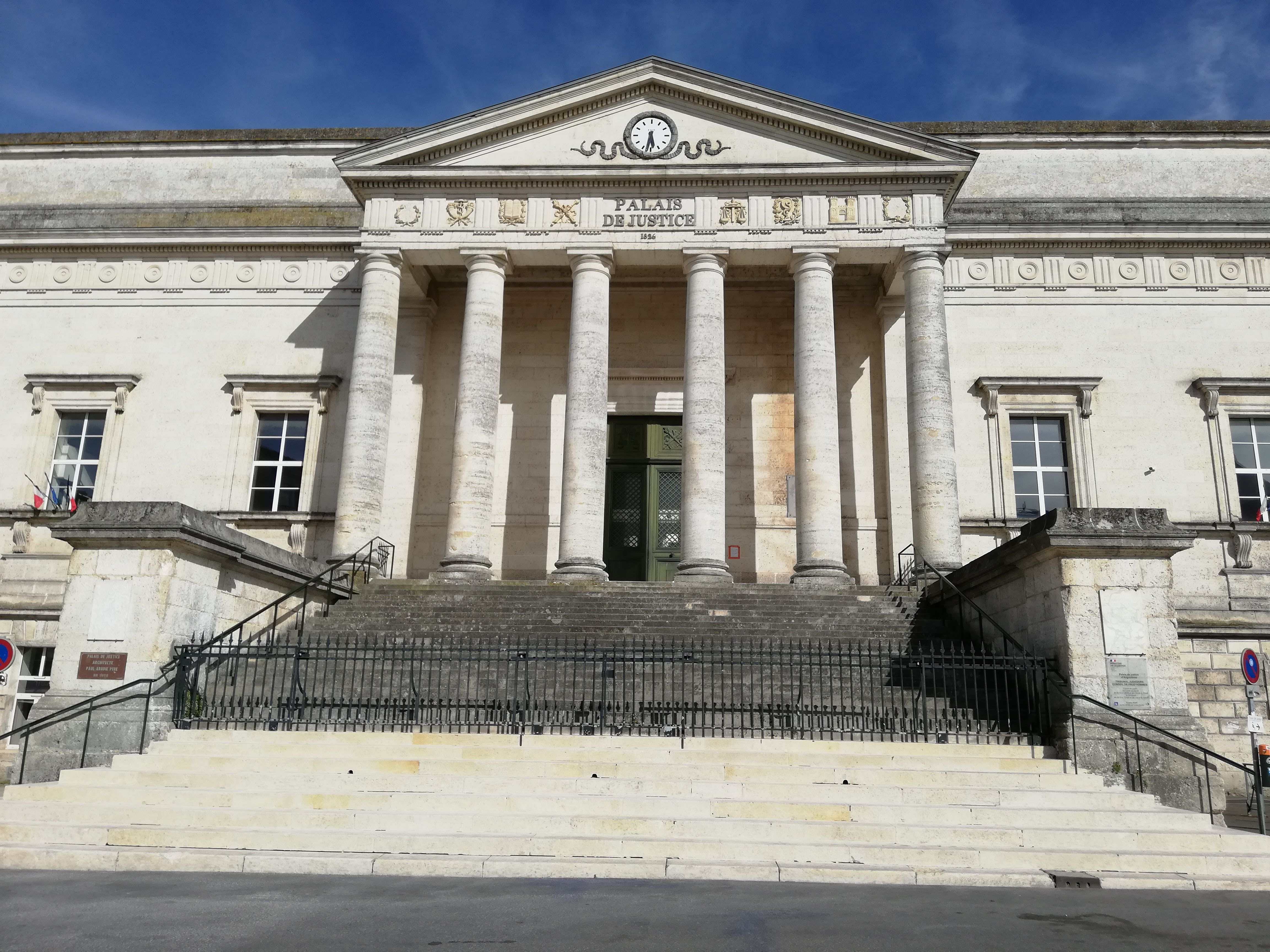
Le palais de justice d'Angoulême.

Ainsi un seul tribunal de grande instance (TGI) étend ses compétences judiciaires sur l'ensemble du territoire départemental. Il se situe logiquement à Angoulême, préfecture de la Charente.
Deux tribunaux d'instance (T.I.) sont maintenant répartis dans le département au lieu de cinq avant la réforme de la carte judiciaire. Ils sont situés à Angoulême et à Cognac. Les trois TI supprimés avaient leur siège à Barbezieux, Confolens et Ruffec.
La Charente dispose d'une cour d'assises qui est fixée à Angoulême et qui est en même temps le chef-lieu judiciaire du département. Mais son rôle est appelé à être fortement amenuisé du fait que le pôle de l'instruction judiciaire départemental a été fixé à Périgueux, dans le département voisin de la Dordogne. Cependant, du fait de son rôle de Préfecture et de l’importance de son agglomération urbaine, Angoulême abrite une Maison de la Justice et du Droit. C’est l’une des rares instances d’informations juridiques de ce genre présente dans le ressort de la cour d'appel de Bordeaux.
La cour d'appel est à Bordeaux, de laquelle dépend la Charente.
Il n'existe pas de juridiction administrative en Charente, celle-ci est implantée à Bordeaux qui y concentre le tribunal administratif et la cour administrative d'appel.
Par ailleurs, un seul tribunal de commerce est en activité en Charente. Il a son siège à Angoulême. Avant la réforme judiciaire, Cognac disposait d'une telle instance.
À son côté fonctionne un conseil des prudhommes en Charente qui est également fixé à Angoulême.

## Culture
La culture en Charente apparaît à la fois dans son patrimoine bâti (vestiges gallo-romains, églises, châteaux) et dans ses œuvres artistiques d'une étonnante floraison comme la faïencerie, la peinture, la sculpture, la poésie et la littérature, où l'empreinte laissée par la Renaissance depuis la « cour de Cognac » de Louise de Savoie y est profonde.

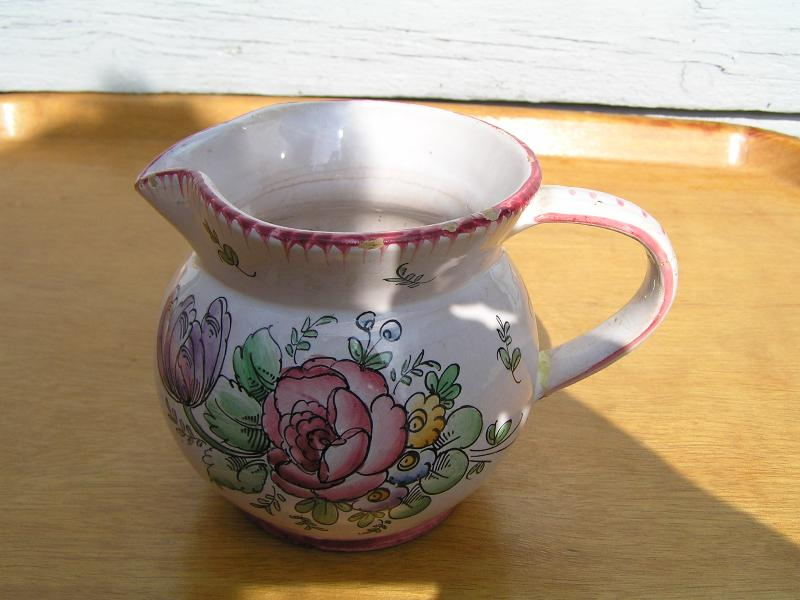
Décor Renoleau traditionnel.

Le patrimoine départemental est d'une extrême richesse et se décline en plusieurs thèmes qui vont des vestiges de l'époque gallo-romaine comme le célèbre site de Chassenon aux nombreuses églises romanes comme celle d'Angoulême sans oublier les multiples châteaux et manoirs dont celui de La Rochefoucauld en est certainement le plus bel édifice.
Par ailleurs, des musées ruraux et urbains reflètent les nombreux aspects de l'histoire mouvementée de ce département et ne manquent pas d'intérêt. Parmi ceux-ci, le musée de la Faïence de Charente présente une collection rare et unique dans la région.
La culture artistique est représentée par des poètes (d'Alfred de Vigny à la Tour de Feu), des écrivains (de Jean-Louis Guez de Balzac, François de La Rochefoucauld et Jean-Baptiste de La Quintinie jusqu'à « l'École de Barbezieux »), des peintres et des faïenciers.
Enfin, cette richesse culturelle est complétée par les nombreux festivals (Festival de Confolens, Festival du film policier de Cognac, Festival Blues Passions de Cognac, Musiques Métisses, Festival international de la bande dessinée). Ce dernier qui a lieu annuellement à Angoulême dépasse très largement le cadre du département et a atteint une solide notoriété internationale.

### Langues
Le département de la Charente est traversé du nord au sud par la frontière linguistique oc/oïl.

### Les médias
- Les journaux les plus diffusés sont la Charente libre[29] dont le siège est situé aux portes d'Angoulême et Sud Ouest édition Charente[30]; ils recouvrent l'essentiel de l'actualité quotidienne de tout le département.
- Sur le plan radiophonique, outre les stations nationales, quatre stations publiques locales peuvent être reçues dans le département (France Bleu La Rochelle[31] en grande partie, mais aussi en fonction des endroits France Bleu Limousin, France Bleu Périgord et France Bleu Poitou) ainsi que plusieurs stations privées (Mixx FM, Radio Cadence Musique).
- La télévision régionale est assurée par France 3 Poitou-Charentes.

## Gastronomie

### Plats
- Cagouilles (les escargots petit-gris) soit grillées au beurre persillé, soit en sauce ou encore farcies à la chair à saucisse,
- daube de beu (bœuf),
- sauce de pire et gigouri : sortes de civet de porc qui diffèrent par leur composition (lard, gorge, tête, poumons, sang…),
- gros grillon et grillon charentais.

### Viandes
- Veaux blancs de Chalais,
- vaches et bœufs limousins,
- poules, poulets et chapons de Barbezieux,
- « gorets », mot à la fois de saintongeais et de limousin (occitan) désigant le porc. La « goraille » désigne ainsi les charcuteries locales (grillons, gros-grillons, jambons, boudins à la viande, etc.),
- oies et canards gras (région de Montbron et Marthon, communes limitrophes du département de la Dordogne).

### Légumes
- melon nature ou au Pineau des Charentes,
- fèves à la croque au sel,
- baraganes (aillet, de goût différent du poireau cultivé) cuit, tiède, vinaigrette, ou consommé à Pâques avec le chevreau,
- mogettes (haricots).

### Fromages
- fromages de vaches et chèvres,
- caillebottes.

### Desserts
- merveilles (sorte de beignets)
- millas (plus rarement appelée milloc ou mioque), gâteau à base de farine de maïs
- cornuelle : gâteau triangulaire à trou central, en pâte sablée garnie de grains d'anis. Elle viendrait des très anciennes fêtes païennes du printemps
- galette charentaise. Plus moelleuse que le broyé poitevin beaucoup plus dur
- la pine ou pine des Rameaux ; pâte à chou allongée, (en forme de gros éclair), garni de crème de Saint-Honoré ou crème légère, voire de crème chantilly ou crème pâtissière, ce gâteau est confectionné pour les Rameaux, et jusqu'à Pâques, en particulier dans la région de Barbezieux[32].

### Vins et alcools
- Cognac
- Pineau des Charentes (rosé ou blanc).
- Brûlot charentais mélange de café, de sucre et de cognac chauffé
- Vin charentais (IDP) rouge, rosé, blanc
- Eaux-de-vie de fruits artisanales (de prune, notamment).

### Autres
- ail, condiment très utilisé en Charente et aillet durant tout le printemps
- noix, cèpes
- huiles de noix, de noisette, de tournesol et de colza artisanales et industrielles (département très producteur d'oléagineux).
- brin d'aillet du 1er mai : ce matin là, en-cas festif avec aillet cru, pain, grillon, fromage frais… fête qui serait d'origine gauloise
- raisiné (compote cuite dans le jus de raisin réduit).

## Personnalités liées au département
- Charles d'Orléans (1459-1496)
- Louise de Savoie (1476-1531), duchesse d'Angoulême, duchesse d'Anjou et comtesse du Maine
- Marguerite d'Angoulême (1492-1549), sœur de François Ier et grand-mère d'Henri IV, née à Angoulême
- François d'Angoulême, communément appelé François Ier, est né le 12 septembre 1494 à Cognac. Il fut roi de France de 1515 à sa mort, en 1547.
- Octavien de Saint-Gelais
- Mellin de Saint-Gelais
- Guy Chabot de Saint-Gelais, deuxième baron de Jarnac (1514, † 6 août 1584), auteur du célèbre coup de Jarnac le 10 juillet 1547.
- Jean-Louis Guez de Balzac
- François de La Rochefoucauld
- Élie Vinet
- François Ravaillac, né en 1577 et maître d'école à Angoulême, régicide et exécuté le 27 mai 1610
- Jean-Baptiste Bouillaud (1796-1881), député, médecin, président de l'Académie royale de médecine.
- Jean-Baptiste de La Quintinie, né à Chabanais.
- Richard Hennessy, fondateur de la maison Hennessy.
- Paul-Émile Lecoq de Boisbaudran, né à Cognac le 18 avril 1838, mort à Paris le 28 mai 1912. Chimiste, découvreur du gallium en 1875.
- Émile Roux (Confolens 1853 - Paris 1933) : médecin, bactériologiste et immunologiste français. Il fut un des plus proches collaborateurs de Pasteur
- L'abbé Rousselot, un des fondateurs de la phonétique expérimentale, est né le 10 octobre 1846 à Saint-Claud et mort le 16 décembre 1924 à Paris. Il a été professeur de phonétique expérimentale au Collège de France.
- Jean-Hippolyte Michon (1806-1881), historien et érudit charentais, fondateur de la Société archéologique et historique de la Charente.
- Alfred de Vigny, qui séjournait au logis du Maine-Giraud dont il fut propriétaire.
- Burgaud des Marets (Jean-Henri), poète saintongeais, né à Jarnac le 2 novembre 1806, décédé à Paris le 6 octobre 1873.
- Jacques Chardonne, écrivain
- Henri Fauconnier
- Odette Comandon, auteur de comédies et de contes, actrice et conteuse patoisante (Angoulême 1913 – † Royan 1996).
- Louis Delâge
- Claude Boucher
- Félix Gaillard, député, Président du Conseil
- Guy Pascaud, sénateur
- Pierre Marcilhacy, sénateur
- Jean Monnet est né à Cognac le 9 novembre 1888. Il fut l'un des pères fondateurs de l'Union européenne.
- François Mitterrand (1916-1996), né à Jarnac, fut président de la République de 1981 à 1995. Il est enterré à Jarnac.
- Michel Maury-Laribière (1920-1990), né à Confolens. Grand Industriel français, il fut premier vice-président du CNPF.
- Étienne Mougeotte, né à La Rochefoucauld en 1940, fut directeur d'antenne de TF1 de 1987 à 2007.
- Vincent Perrot, né à Confolens en 1965, animateur de radio et de télévision.
- Jean-Claude Dubreuil, romancier né à Longré en 1938.
- Pierre Véry (Bellon, 1900 – † Paris, 1960), écrivain et scénariste.
- Eugène de Rastignac, personnage fictif de la Comédie Humaine de Balzac, qui venant de Charente, s'installa à Paris afin de parvenir à ses fins.
- Christophe Jallet, footballeur professionnel
- François Gabart, navigateur né le 23 mars 1983 à Saint-Michel-d'Entraygues
- Renaud Lavillenie (1986-), ancien détenteur du record du monde de saut à la perche
- Roger Carel (1927-2020), acteur français décédé inhumé à Aigre